# 무적초인 점보트3
무적초인 점보트 3(無敵超人ザンボット3)는 1976년부터 1977년까지 일본에서 방영된 로봇 애니메이션이다.

## 개요
선라이즈의 1번째 오리지널 로봇물이자 토미노 요시유키가 감독한 애니메이션으로 3대의 로봇이 합체하여 싸운다는 설정의 로봇 애니메이션이다.

## 줄거리
주인공 진 가족은 과거 캇펠라 행성계에 존재했던 비알 성이라는 별에 살고 있던 외계인 일족들로, 일정 레벨 이상의 문명을 소거하는 역할을 받고 우주를 떠돌며 문명을 멸망시키는 '가이조쿠'라는 외계 집단에게 고향이 멸망당하여 지구로 피난을 오게 된다. 진 패밀리의 차남인 진 캇페이는 점보트3, 그 중에서도 메인인 점보에이스의 파일럿으로 선택되어 수면학습 등을 거쳐 점보에이스와 점보트3의 조종 방법을 익히고, 동료인 카미에 우츄타, 카미키타 케이코와 함께 가이조쿠와 맞서 싸우게 된다.

## 같이 보기
- 무적강인 다이탄3
- 무적로보 트라이더 G7